# Луговое (Еврейская автономная область)
Лугово́е — село в Октябрьском районе Еврейской автономной области. Входит в состав Полевского сельского поселения.

## География
Село находится на берегу реки Малая Самарка (приток реки Самара, бассейн Амура), на расстоянии примерно 5 км к западу от села Полевое, административного центра сельского поселения, и примерно 27 км (через сёла Полевое, Самара и Озёрное) к северо-востоку от села Амурзет, административного центра района.
На юг от села Луговое идёт дорога к селу Благословенное.

## История
Основано в 1929 году при организации Биробиджанского мясо-молочного совхоза. В 1962 году указом Президиума Верховного Совета РСФСР посёлку третьего отделения совхоза «Самарский» присвоено наименование село Луговое.

## Население
| 1869 | 1901 | 1917 | 1924 | 1992 | 2002 | 2010 |
| ---- | ---- | ---- | ---- | ---- | ---- | ---- |
| 144  | ↘91  | ↗123 | ↘114 | ↗545 | ↘236 | ↘201 |

## Улицы
| - ул. Запорожская, - ул. Заречная, - ул. Зелёная, - ул. Комсомольская, - пер. Лесной, | - ул. Луговая, - ул. Магистральная, - ул. Новая, - ул. Октября, - пер. Степной. |

## Экономика
Сельскохозяйственные предприятия Октябрьского района.